# Orzo
El orzo o risoni (en Italia), pépinettes (en Francia), pipti pilav (en Turquía) o κριθαράκι kritharáki (en Grecia) es un tipo de pasta seca de pequeño tamaño hecha con sémola de trigo duro que se asemeja al grano de arroz o cebada. Esta pasta se usa en guisos, sopas, rellenos, ensaladas o también como sustituto del propio arroz.
Es similar a los gurullos, una pasta seca del sureste de España.

## Por país

### Francia
Forman parte de la cocina tradicional del este de Francia (Desde la  Lorena hasta Provenza) donde see llaman pépinettes. En Alsacia reciben el nombre de riewele y se suelen servir en caldo de pollo.